# Dani Romera Andújar
Daniel Romera Andújar (La Cañada de San Urbano, Almería, 23 de agosto de 1995), deportivamente conocido como Dani Romera, es un futbolista español que juega como delantero en el C. D. Arenteiro de la Primera Federación.

## Trayectoria

### U. D. Almería
Nacido en el barrio de La Cañada de San Urbano de la ciudad de Almería, se inició en el mundo del fútbol en U. C. D. La Cañada Atlético, pasando posteriormente a las categorías inferiores de la Unión Deportiva Almería. Realizó su debut con el filial rojiblanco en la temporada 2011-12 en Segunda División B con tan solo 16 años. Acabaría alternando periódicamente entre el equipo Juvenil con el U. D. Almería "B".
El 27 de abril de 2013 marcó un triplete en la victoria por 5-2 a La Roda C. F.; esto le hizo ganar notoriedad, por lo que el 30 de noviembre consiguió debutar con el primer equipo en La Liga de manos del técnico Francisco Rodríguez, jugando los últimos 19 minutos en la derrota por 1-3 ante el Celta de Vigo como visitantes. Este hecho convirtió a Romera en el jugador almeriense más joven en debutar en Primera División.
Se consolidó en la delantera almeriense para la campaña 2014-15 de forma definitiva, posicionándose prontamente entre los goleadores del Grupo IV. No sería hasta el 5 de diciembre de 2014 cuando volviera a aparecer con el primer equipo, esta vez en los dieciseisavos de final de la Copa del Rey ante el Real Betis a quienes vencieron por 4-3; entraría en sustitución de Teerasil Dangda llegando incluso a marcar, aunque su tanto sería anulado por el colegiado. El 17 de enero del año siguiente, nuevamente participó en La Liga, aunque sería solamente durante 4 minutos en la derrota frente al Valencia C. F..

### F. C. Barcelona
El 21 de septiembre de 2015 el Fútbol Club Barcelona hizo oficial su fichaje para el filial azulgrana firmando un contrato por tres temporadas, en ese momento los barcelonistas se encontraban en Segunda División B. Aunque por una sanción impuesta por la FIFA, no podría debutar con el equipo entrenado por Gerard López hasta enero de 2016.
Finalmente debutó como culé el 9 de enero ante la U. E. Cornellà en el inicio de la segunda vuelta del campeonato, ingresando en el once titular teniendo varias ocasiones más sin concretar alguna, el encuentro acabaría en empate 1-1. La semana siguiente consiguió marcar un doblete a la Pobla de Mafumet, dándole la victoria a su equipo tras una serie de malos resultados. Frente al C. E. L'Hospitalet, entregó la asistencia a Wilfrid Kaptoum para que anotara el único gol del encuentro, consolidando la buena racha del conjunto barcelonista que salía de la zona de descenso.
En la primera temporada con el filial blaugrana participó en 12 partidos y anotó seis goles. En su segunda campaña en el Grupo III de la Segunda División B disputó 35 partidos y anotó 18 goles, incluyendo su aportación en la fase de ascenso a Segunda A.

### Cádiz C. F.
En julio de 2017 se anunció su incorporación al Cádiz C. F. por medio de un traspaso que alcanzó la cifra de 350 000 € firmando un contrato para las próximas cuatro temporadas. Solo llegó a estar una temporada completa, la 2017-18, en la que marcó cuatro goles en 24 partidos.

#### Cesiones
Comenzó la campaña 2018-19 a las órdenes de Álvaro Cervera, en la que marcó tres tantos en nueve encuentros, antes de salir cedido con destino al C. F. Rayo Majadahonda en enero de 2019.
Durante la temporada 2019-20 estuvo cedido en la A. D. Alcorcón de la Segunda División, club con el que disputó 31 partidos, uno de ellos de Copa del Rey, y anotó cuatro tantos.

### S. D. Ponferradina
El 22 de septiembre de 2020 fue traspasado a la S. D. Ponferradina, firmando por dos temporadas. El club gaditano se guardaba un 25% de los derechos económicos de una posible venta en el futuro.
El 28 de diciembre de 2021 fue cedido al Club Gimnàstic de Tarragona hasta el final de la temporada. Estuvieron a punto de lograr el ascenso a Segunda División, perdiendo la final del play-off contra el Villarreal C. F. "B".

### C. D. Castellón, Real Murcia y A. D. Ceuta
El 29 de julio de 2022, tras haber rescindido su contrato el día anterior, firmó por el C. D. Castellón por dos años. No completó el primero, ya que el 1 de febrero se anunció la rescisión de su contrato y al día siguiente su incorporación al Real Murcia C. F. Ahí estuvo siete meses antes de iniciar una nueva etapa en la A. D. Ceuta F. C. Con este equipo disputó la promoción de ascenso a Segunda División y para la temporada 2024-25 se unió al Hércules C. F. De cara a la siguiente fichó por el C. D. Arenteiro.

## Estadísticas

### Clubes
| Club                                                                    | Div.          | Temporada     | Liga  | Liga  | Copa nacional | Copa nacional | Internacional | Internacional | Total | Total |
| Club                                                                    | Div.          | Temporada     | Part. | Goles | Part.         | Goles         | Part.         | Goles         | Part. | Goles |
| ----------------------------------------------------------------------- | ------------- | ------------- | ----- | ----- | ------------- | ------------- | ------------- | ------------- | ----- | ----- |
| U. D. Almería "B" · España                                              | 2.ª B         | 2011-12       | 3     | 0     | 1             | 0             | ―             | ―             | 4     | 0     |
| U. D. Almería "B" · España                                              | 2.ª B         | 2012-13       | 13    | 6     | 1             | 0             | ―             | ―             | 14    | 6     |
| U. D. Almería "B" · España                                              | 2.ª B         | 2013-14       | 29    | 5     | 1             | 0             | ―             | ―             | 30    | 5     |
| U. D. Almería · España                                                  | 1.ª           | 2013-14       | 1     | 0     | 0             | 0             | ―             | ―             | 1     | 0     |
| U. D. Almería "B" · España                                              | 2.ª B         | 2014-15       | 33    | 15    | ―             | ―             | ―             | ―             | 33    | 15    |
| U. D. Almería "B" · España                                              | Total club    | Total club    | 78    | 26    | 3             | 0             | ―             | ―             | 81    | 26    |
| U. D. Almería · España                                                  | 1.ª           | 2014-15       | 5     | 0     | 3             | 0             | ―             | ―             | 8     | 0     |
| U. D. Almería · España                                                  | Total club    | Total club    | 6     | 0     | 3             | 0             | ―             | ―             | 9     | 0     |
| F. C. Barcelona "B" · España                                            | 2.ª B         | 2015-16       | 12    | 6     | ―             | ―             | ―             | ―             | 12    | 6     |
| F. C. Barcelona "B" · España                                            | 2.ª B         | 2016-17       | 35    | 18    | ―             | ―             | ―             | ―             | 35    | 18    |
| F. C. Barcelona "B" · España                                            | Total club    | Total club    | 47    | 24    | ―             | ―             | ―             | ―             | 47    | 24    |
| Cádiz C. F. · España                                                    | 2.ª           | 2017-18       | 20    | 2     | 4             | 2             | ―             | ―             | 24    | 4     |
| Cádiz C. F. · España                                                    | 2.ª           | 2018-19       | 8     | 2     | 1             | 1             | ―             | ―             | 9     | 3     |
| Cádiz C. F. · España                                                    | Total club    | Total club    | 28    | 4     | 5             | 3             | ―             | ―             | 33    | 7     |
| C. F. Rayo Majadahonda · España                                         | 2.ª           | 2018-19       | 13    | 2     | ―             | ―             | ―             | ―             | 13    | 2     |
| C. F. Rayo Majadahonda · España                                         | Total club    | Total club    | 13    | 2     | ―             | ―             | ―             | ―             | 13    | 2     |
| A. D. Alcorcón · España                                                 | 2.ª           | 2019-20       | 30    | 4     | 1             | 0             | ―             | ―             | 31    | 4     |
| A. D. Alcorcón · España                                                 | Total club    | Total club    | 31    | 4     | 1             | 0             | ―             | ―             | 31    | 4     |
| S. D. Ponferradina · España                                             | 2.ª           | 2020-21       | 35    | 1     | 1             | 0             | ―             | ―             | 36    | 1     |
| S. D. Ponferradina · España                                             | 2.ª           | 2021-22       | 0     | 0     | 2             | 1             | ―             | ―             | 2     | 1     |
| S. D. Ponferradina · España                                             | Total club    | Total club    | 35    | 1     | 3             | 1             | ―             | ―             | 38    | 2     |
| Gimnàstic de Tarragona · España                                         | 1.ª F         | 2021-22       | 22    | 7     | ―             | ―             | ―             | ―             | 22    | 7     |
| Gimnàstic de Tarragona · España                                         | Total club    | Total club    | 22    | 7     | ―             | ―             | ―             | ―             | 22    | 7     |
| C. D. Castellón · España                                                | 1.ª F         | 2022-23       | 14    | 7     | ―             | ―             | ―             | ―             | 14    | 7     |
| C. D. Castellón · España                                                | Total club    | Total club    | 14    | 7     | ―             | ―             | ―             | ―             | 14    | 7     |
| Real Murcia C. F. · España                                              | 1.ª F         | 2022-23       | 11    | 2     | ―             | ―             | ―             | ―             | 11    | 2     |
| Real Murcia C. F. · España                                              | Total club    | Total club    | 11    | 2     | ―             | ―             | ―             | ―             | 11    | 2     |
| A. D. Ceuta F. C. · España                                              | 1.ª F         | 2023-24       | 26    | 4     | ―             | ―             | ―             | ―             | 26    | 4     |
| A. D. Ceuta F. C. · España                                              | Total club    | Total club    | 26    | 4     | ―             | ―             | ―             | ―             | 26    | 4     |
| Hércules C. F. · España                                                 | 1.ª F         | 2024-25       | 25    | 4     | 0             | 0             | ―             | ―             | 25    | 4     |
| Hércules C. F. · España                                                 | Total club    | Total club    | 25    | 4     | 0             | 0             | ―             | ―             | 25    | 4     |
| C. D. Arenteiro · España                                                | 1.ª F         | 2025-26       | 0     | 0     | ―             | ―             | ―             | ―             | 0     | 0     |
| C. D. Arenteiro · España                                                | Total club    | Total club    | 0     | 0     | ―             | ―             | ―             | ―             | 0     | 0     |
| Total carrera                                                           | Total carrera | Total carrera | 335   | 85    | 15            | 4             | ―             | ―             | 350   | 89    |
| Incluye los play-off para ascender a Segunda División. Fuente: BDFutbol |               |               |       |       |               |               |               |               |       |       |